# 丁國琳
丁國琳（1967年5月30日—），台灣女演員。父親籍貫四川敘永縣，是出身傣族（擺夷族）的軍人；自幼成長於新北市瑞芳區九份，畢業於基隆市二信中學廣告設計科。

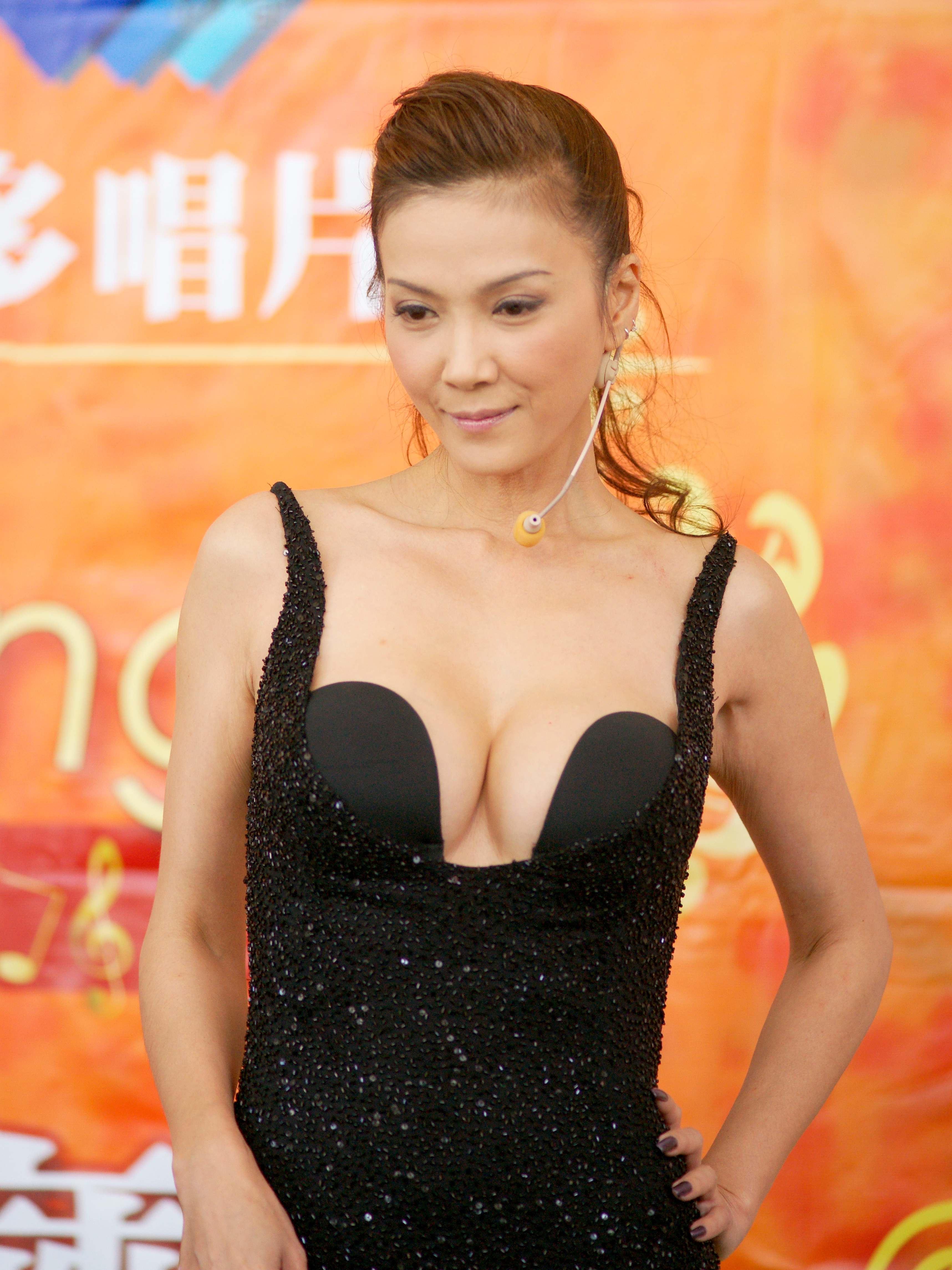

1993年，丁國琳在瑞星唱片擔任《音樂磁場》MV造型化妝師時，受孫建平延攬以歌手出道。後來丁演出電視劇《台灣霹靂火》，以灑脫的演技備受矚目。

## 個人生活
丁國琳自述晚報戶口，身分證生日載明是6月30日，但5月30日才是她的生日。
2006年，未婚生女。

## 電視劇
| 年份   | 電視台           | 劇名                                              | 角色            |
| 1996年 | 華視             | 台灣靈異事件-你只能活一次                         | 琍琍            |
| 1996年 | 華視             | 台灣靈異事件-來世再見                             | 琍琍            |
| 1996年 | 公視             | 患難                                              | 阿美            |
| 1997年 | 中視             | 明華園劇場-大巡按番薯官 一條番薯換九品官（1-3集） | 珠兒            |
| 1997年 | 中視             | 明華園劇場-大巡按番薯官 番薯簽與豬母乳（16-18集） | 林小青          |
| 1997年 | 中視             | 明華園劇場-大巡按番薯官 搞怪阿婆                  | 林淑麗          |
| 1997年 | 中視             | 保鑣                                              | 邱婉霞          |
| 1998年 | 民視             | 真命天子                                          | 赵京娘          |
| 1998年 | 公視             | 鹽田兒女                                          | 王明玉          |
| 1998年 | 民視             | 八仙傳奇                                          | 曹英            |
| 1999年 | 台視             | 福德正神土地公 好媳婦                             | 註生娘娘        |
| 1999年 | 台視             | 福德正神土地公 世間錢做人                         | 錢金蓮          |
| 1999年 | 民視             | 親戚不計較                                        | 吳招弟          |
| 1999年 | 中視             | 香蕉新樂園                                        | 丁香            |
| 2000年 | 民視             | 大腳阿嬤                                          | 朱玉娟          |
| 2000年 | 民視             | 長男的媳婦                                        | 羅映雪 王小雪   |
| 2000年 | 中視             | 封神榜                                            | 姜王后 白雪瓊   |
| 2000年 | 台視             | 城隍爺陰陽判                                      | 邱春花          |
| 2001年 | 三立台灣台       | 台灣阿誠                                          | 郭秀娟          |
| 2001年 | 台視             | 大瓦厝                                            | 美娟            |
| 2002年 | 民視             | 超人氣學園                                        | 母              |
| 2002年 | 台視             | 素心蘭                                            | 徐心蓮          |
| 2002年 | 三立台灣台       | 台灣霹靂火                                        | 周碧玉 邢速蘭   |
| 2002年 | 大愛電視台       | 賣油阿成                                          | 林秀英          |
| 2003年 | 大愛電視台       | 浮生                                              | 吳恩蓉          |
| 2003年 | 三立台灣台       | 天地有情                                          | 蘇豔雪          |
| 2004年 | 三立台灣台       | 台灣龍捲風                                        | GiGi            |
| 2004年 | 三立都會台       | 雪天使                                            | 吳母            |
| 2004年 | 台視             | 野球風雲                                          | 周玉芬          |
| 2005年 | 華視             | 我只在乎你                                        | 方玉秀          |
| 2005年 | 人間衛視         | 街友                                              | 周美琳          |
| 2006年 | 台視             | 神機妙算劉伯溫 第二單元 情天恨海                  | 元融            |
| 2006年 | 台視             | 神機妙算劉伯溫 第八單元 女兒國                    | 貢葛珠翎        |
| 2006年 | 台視             | 神機妙算劉伯溫 第九單元 南巫里國                  | 貢葛珠羽        |
| 2007年 | 民視             | 愛                                                | 周愛眉          |
| 2008年 | 台視             | 懷玉傳奇 千金媽祖                                 | 劉雲煙          |
| 2008年 | 三立台灣台       | 真情滿天下                                        | 蕭美鳳          |
| 2009年 | 三立台灣台       | 天下父母心                                        | 方麗君          |
| 2009年 | 台視             | 一代神相賴布衣                                    | 丁涵秋          |
| 2010年 | 三立台灣台       | 家和萬事興                                        | 邱金蘭          |
| 2012年 | 台視             | 巔峰時代                                          | 柯曉菁          |
| 2012年 | 台視             | 女人花                                            | 白水仙 洪牡丹   |
| 2012年 | 三立台灣台       | 牽手                                              | 韓湘琪          |
| 2013年 | 三立台灣台       | 天下女人心                                        | 彭愛妃          |
| 2015年 | 三立台灣台       | 甘味人生                                          | 楊秀英          |
| 2016年 | TVBS歡樂台       | 遺憾拼圖                                          | 李美美          |
| 2016年 | 深圳都市         | 擁抱幸福                                          | 穆正萍          |
| 2017年 | 華視             | 春風愛河邊                                        | 潘秋萍          |
| 2018年 | 三立台灣台       | 金家好媳婦                                        | 陳瑪麗          |
| 2019年 | 華視、三立都會台 | 用九柑仔店                                        | 賴玉雲          |
| 2020年 | 三立台灣台       | 炮仔聲                                            | 潘麗凰 (Dottie) |
| 2021年 | 三立台灣台       | 天之驕女                                          | 莊月里          |
| 2021年 | 八大戲劇台       | 她們創業的那些鳥事                                | 陳姐            |
| 2023年 | 三立台灣台       | 天道                                              | 方彩霞          |
| 2023年 | vidol            | 絕對佔領                                          | 總裁夫人        |
| 2023年 | 中視             | 開創者                                            | 陳母            |

## 電影
| 年份   | 片名       | 角色   |
| 2000年 | 情不容義   | 劉采蘩 |
| 2015年 | 愛琳娜     | 千惠姐 |
| 2017年 | 大佛普拉斯 | 葉芬如 |

## MV
| 歌手                  | 歌名     |
| 張克帆                | 梳子的話 |
| 蘇芮                  | 紅塵夢醒 |
| 張惠妹                | 哭砂     |
| 莫宰羊 feat.Karencici | 孤星淚   |

## 音樂作品

### 專輯
| 發行日期      | 專輯                          | 歌曲 |
| 1995年3月3日  | 《音樂磁場》台語經典名曲 (13) | 曲目 1. 暝哪會這呢長 2. 小雨 3. 等你疼入心 4. 海海人生 5. 秋怨 6. 苦海深深 7. 絕情雨 8. 春花望露 9. 偷偷愛著你 10. 桂花巷                                                           |
| 1995年4月7日  | 《音樂磁場》國語經典名曲 (14) | 曲目 1. 夢不到你 2. 多愛你一天 3. 用心良苦 4. 有一首歌 5. 我只在乎你（演唱） 6. 一天一點愛戀 7. 忽略（演唱） 8. 飄 9. 牽手（演唱） 10. 你說你比較習慣一個人                         |
| 2012年3月15日 | 《敗犬美魔女》                | 敗犬美魔女曲目 1. 敗犬美魔女 2. 手拋紅豆 3. Sexy Sexy 4. 就這樣吧（VS.李㼈）（國語歌曲） 5. 危險女人香 6. Sorry 我不在家 7. 天有外闊 8. 怨妒是火藥 9. 甲你熟識 （VS.伊正） 10. 墨水 |

## 外部連結
- 丁國琳的Facebook專頁（页面存档备份，存于）
- 丁國琳的新浪微博
- 丁國琳在互联网电影资料库（IMDb）上的資料（英文）
- 丁國琳在香港影庫上的簡介
- 丁國琳在台灣電影網上的資料（繁體中文）